# Años 190
Los años 190 o década del 190 empezó el 1 de enero del 190 y terminó el 31 de diciembre del 199. 

## Acontecimientos
- Arde una parte de Roma, que el emperador Cómodo ordena reconstruir con el nombre de Colonia Commodiana.
- Año de los cinco emperadores

## Personas destacadas
- Septimio Severo, emperador romano.